# ماكسويل موراي
ماكسويل موراي (بالإنجليزية: Maxwell Murray) هو عسكري أمريكي، ولد في 19 يونيو 1885 في West Point, New York ‏ في الولايات المتحدة، وتوفي في 4 أغسطس 1948 في ماساتشوستس في الولايات المتحدة بسبب نوبة قلبية.